# Lige Conley
Lige Conley (né le 5 décembre 1897 à Saint-Louis, dans le Missouri, et mort le 11 décembre 1937 à Hollywood, en Californie) est un acteur, scénariste et réalisateur américain.

## Filmographie

### Acteur

#### Cinéma
- 1920 : Love, Honor and Behave! (en) : rôle mineur (non crédité)
- 1921 : L'Idole du village (A Small Town Idol) de Erle C. Kenton et Mack Sennett : ministre
- 1928 : The Charge of the Gauchos (Una nueva y gloriosa nación) : Gómez
- 1938 : Sally, Irene et Mary (en) (Sally, Irene and Mary) de William A. Seiter : Comic Routine with Fred Allen (non crédité)

#### Courts-métrages
- 1915 : A Hash House Fraud (en) : (en tant que Lige Crommie, non confirmé)
- 1915 : A Janitor's Wife's Temptation
- 1916 : His Last Laugh
- 1916 : Les deux hurluberlus (Dollars and Sense) de Walter Wright : Algy's Valet
- 1917 : Her Circus Knight
- 1917 : His Naughty Thought
- 1917 : His Precious Life
- 1917 : Dansons gaiement (en) (Step Lively) d' Alfred J. Goulding : (en tant que Lige Cromley)
- 1917 : The Big Idea de Gilbert Pratt et Hal Mohr : (non crédité)
- 1917 : The Late Lamented
- 1917 : Thirst
- 1918 : A Gasoline Wedding d'Alfred J. Goulding : (non crédité)
- 1918 : A One Night Stand : (en tant que Lige Cromley)
- 1918 : An Enemy of Soap : (en tant que Lige Cromley)
- 1918 : Beach Nuts
- 1918 : Beat It (en) de  Gilbert Pratt : (en tant que Lige Cromley)
- 1918 : Check Your Baggage : (en tant que Lige Cromley)
- 1918 : Do Husbands Deceive? : (en tant que Lige Cromley)
- 1918 : Fare, Please : (en tant que Lige Cromley)
- 1918 : Harold apprenti pompier (Fireman Save My Child) d'Alfred J. Goulding : (en tant que Lige Cromley)
- 1918 : Hit Him Again (en) de  Gilbert Pratt : (en tant que Lige Cromley)
- 1918 : It's a Wild Life de   Gilbert Pratt: (en tant que Lige Cromley)
- 1918 : Kicking the Germ Out of Germany (en) d'Alfred J. Goulding : (en tant que Lige Cromley)
- 1918 : L'Hôtel du chahut-bahut (On the Jump) d'Alfred J. Goulding : (en tant que Lige Cromley)
- 1918 : Lui chef de rayon (en) (Bees in His Bonnet) de Gilbert Pratt  : (en tant que Lige Cromley)
- 1918 : Lui fait du cinéma (en) (Hey There) d'Alfred J. Goulding : (en tant que Lige Cromley)
- 1918 : Lui maître d'hôtel (en) (Kicked Out) d'Alfred J. Goulding : (en tant que Lige Cromley)
- 1918 : Lui professeur de danse (Swing Your Partners) d'Alfred J. Goulding : (en tant que Lige Cromley)
- 1918 : Modern Palace : (en tant que Lige Cromley)
- 1918 : Oui... mais Lui corsette mieux (Here Come the Girls) de Fred Hibbard : (en tant que Lige Cromley)
- 1918 : Passez muscade (Are Crooks Dishonest?) de   Gilbert Pratt
- 1918 : Photographe malgré lui (Look Pleasant, Please) d'Alfred J. Goulding : (non crédité)
- 1918 : Pipe the Whiskers d'Alfred J. Goulding : (en tant que Lige Cromley)
- 1918 : Somewhere in Turkey (en) : (en tant que Lige Cromley)
- 1918 : That's Him (en) : (en tant que Lige Cromley)
- 1918 : Toto est surmené (en) (His Busy Day) d'Hal Roach : (en tant que Lige Cromley)
- 1918 : Totò e Cleopatra : (en tant que Lige Cromley)
- 1918 : Toto, professeur de gymnastique : (en tant que Lige Cromley)
- 1918 : Un déguisement mal choisi : (en tant que Lige Cromley)
- 1918 : Voilà l'plaisir, mesdames : (en tant que Lige Cromley)
- 1919 : Coquin de printemps : (en tant que Lige Cromley)
- 1919 : Don't Shove : (en tant que Lige Cromley)
- 1919 : Doux pays : (en tant que Lige Cromley)
- 1919 : Heap Big Chief : (en tant que Lige Cromley)
- 1919 : Le beau policeman : (en tant que Lige Cromley)
- 1919 : Lequel des deux : (en tant que Lige Cromley)
- 1919 : Love's Young Scream : (en tant que Lige Cromley)
- 1919 : Lui au bal masqué : (en tant que Lige Cromley)
- 1919 : Lui chez le Radjah
- 1919 : Chop Suey & Co. de Hal Roach
- 1919 : Lui chez les cosaques (A Sammy in Siberia) : (non crédité)
- 1919 : Lui et la belle Selika : (en tant que Lige Cromley)
- 1919 : Lui et la Dactylographe (Be My Wife) : (en tant que Lige Cromley)
- 1919 : Lui, frère du petit croissant : (en tant que Lige Cromley)
- 1919 : Lui... orateur : (en tant que Lige Cromley)
- 1919 : Toto's Troubles : (en tant que Lige Cromley)
- 1919 : Une folle équipée : (en tant que Lige Cromley)
- 1919 : Why Beaches Are Popular
- 1920 : A Fresh Start
- 1920 : A Twilight Baby
- 1920 : Don't Weaken!
- 1920 : Great Scott! : (en tant que Lige Crommie)
- 1920 : Movie Fans
- 1920 : My Goodness
- 1920 : Nonsense
- 1920 : The Quack Doctor
- 1921 : Alfalfa Love
- 1921 : Astray from the Steerage
- 1921 : Bang!
- 1921 : Brasserie clandestine
- 1921 : Dabbling in Art
- 1921 : For Land's Sake
- 1921 : Free and Easy
- 1921 : Holy Smoke
- 1921 : She Sighed by the Seaside
- 1921 : Sweetheart Days
- 1921 : The Punch of the Irish
- 1921 : The Unhappy Finish
- 1921 : The Vagrant
- 1921 : The Whizbang
- 1921 : Wedding Bells Out of Tune
- 1922 : A Treacherous Rival
- 1922 : Blazes
- 1922 : Danger
- 1922 : High Power
- 1922 : Le film fait chez soi
- 1922 : Look Out Below!
- 1922 : Rapid Fire
- 1922 : Spooks
- 1922 : Step This Way
- 1922 : Treasure Bound
- 1923 : Backfire
- 1923 : Casey Jones, Jr.
- 1923 : Cold Chills : (non confirmé)
- 1923 : Exit Caesar
- 1923 : Hold Tight
- 1923 : Kick Out
- 1923 : Running Wild
- 1923 : The High Life
- 1923 : This Way Out
- 1923 : Three Strikes
- 1923 : Under Covers
- 1924 : Air Pockets de Fred Hibbard
- 1924 : Fast and Furious
- 1924 : Midnight Blues
- 1924 : Motor Mad
- 1924 : Neck and Neck
- 1924 : Pigskin
- 1924 : There He Goes
- 1924 : Wedding Showers
- 1924 : What a Night!
- 1924 : Wide Open
- 1924 : Wild Game
- 1925 : Below Zero
- 1925 : Beware
- 1925 : Cheap Skates
- 1925 : Hello Goodbye
- 1925 : Hello, Hollywood
- 1925 : On Edge
- 1925 : Pleasure Bound
- 1925 : Rough and Ready
- 1925 : Spot Light
- 1925 : Step Lightly
- 1925 : Wide Awake
- 1926 : A Punch in the Nose
- 1926 : Going Crazy
- 1926 : King of the Kitchen
- 1926 : Kiss Papa
- 1926 : Lickety Split
- 1926 : Light Housekeeping
- 1926 : Matrimony Blues
- 1926 : Solid Gold
- 1926 : The Battling Kangaroo
- 1926 : The Steeplechaser
- 1926 : The Tin Ghost
- 1926 : Who's My Wife?
- 1927 : Slippery Silks (en) de  Preston Black
- 1928 : Love at First Flight
- 1929 : A Horse on Barney
- 1930 : Good Morning Sheriff
- 1930 : Honk Your Horn
- 1930 : Trouble for Two
- 1933 : Too Many Highballs

### Réalisateur

#### Courts-métrages
- 1927 : Love's Languid Lure

### Scénariste

#### Cinéma
- 1937 : Casse-cou (en) (Born Reckless)
- 1937 : She Had to Eat (en)
- 1938 : Sally, Irene et Mary (en) (Sally, Irene and Mary)

#### Courts-métrages
- 1927 : Catalina, Here I Come
- 1927 : Smith's Cook
- 1927 : Smith's Cousin
- 1927 : À bord du Miramar